# Gârbovi
Gârbovi község és falu Ialomița megyében, Munténiában, Romániában. 

## Fekvése
A megye északnyugati részén található, a megyeszékhelytől, Sloboziatól, hetvenkét kilométerre északnyugatra, Buzău megye határán.

## Lakossága
| Nemzetiségek | 2002 | 2002   |
| ------------ | ---- | ------ |
| Románok      | 4425 | 99,28% |
| Romák        | 32   | 0,71%  |
| Összesen     | 4457 | 100,0% |